# 佛教经济学

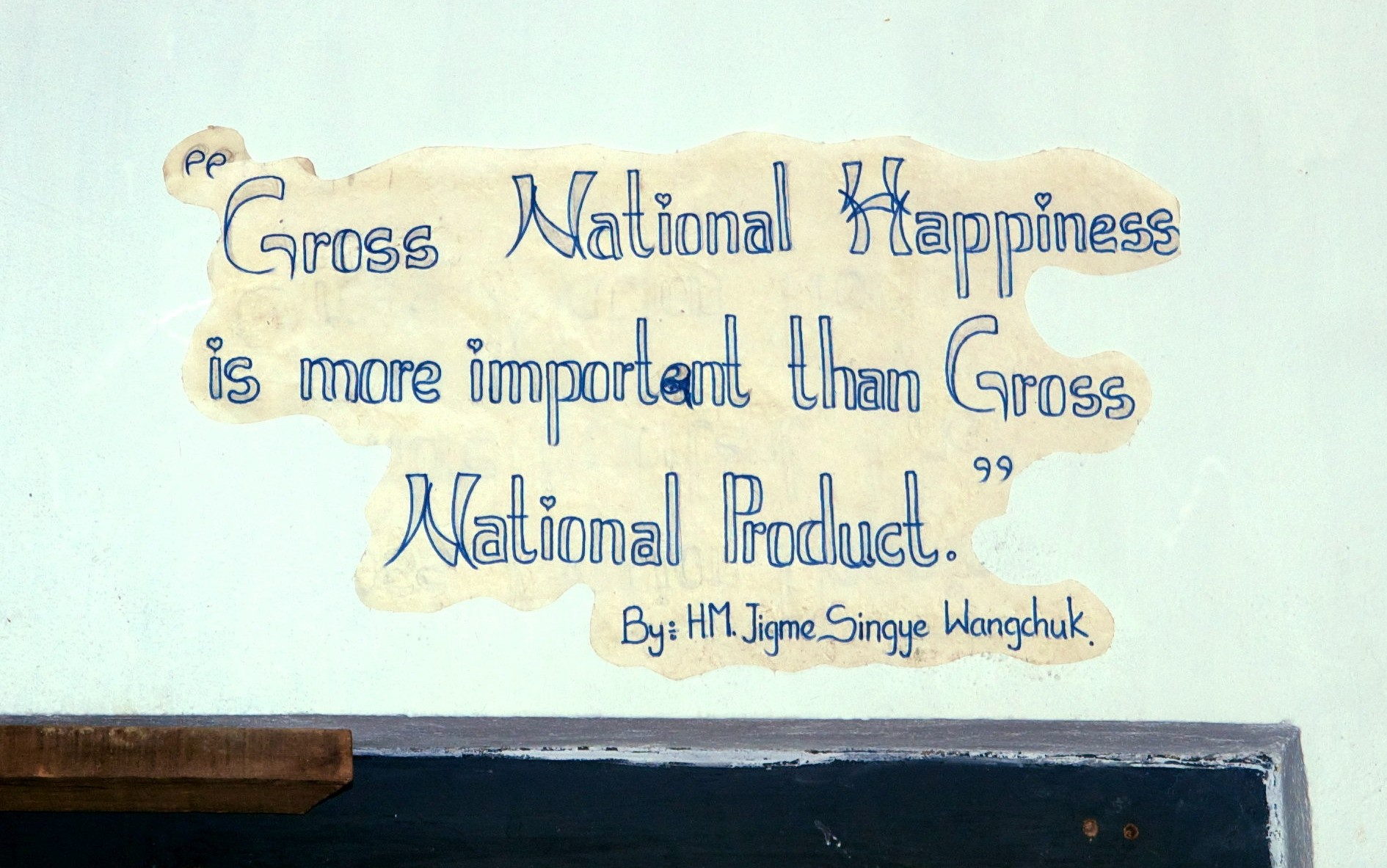
不丹廷布传统艺术学院关于国民幸福总值的标语。

佛教经济学是研究经济学的一种精神和哲学方法，研究人类思想的心理学和指导经济活动的情绪，特别是焦虑、愿望和自我实现原则等概念，属于非主流經濟學。在其支持者看来，佛教经济学旨在消除涉及商品和服务的生产以及消费的人类活动范围内什么是有害和什么是有益的混淆，最终试图使人类在道德上成熟。